# (28107) Sapar
(28107) Sapar est un astéroïde de la ceinture principale.

## Description
(28107) Sapar est un astéroïde de la ceinture principale. Il fut découvert le 22 septembre 1998 à l'Observatoire d'Ondřejov par Lenka Šarounová. Il présente une orbite caractérisée par un demi-grand axe de 2,65 UA, une excentricité de 0,08 et une inclinaison de 14,5° par rapport à l'écliptique.

## Compléments